# Saint-Laurs
Saint-Laurs è un comune francese di 527 abitanti situato nel dipartimento delle Deux-Sèvres nella regione della Nuova Aquitania.

## Società

### Evoluzione demografica
Abitanti censiti